# Mordellistena atrolateralis
Mordellistena atrolateralis es una especie de coleóptero de la familia Mordellidae. La especie fue descrita científicamente por Píc en 1917.

## Subespecies
- Mordellistena atrolateralis atrolateralis Píc, 1917
- Mordellistena atrolateralis subobliterata Píc, 1917

## Distribución geográfica
Habita en Madagascar.